# Cristóbal Déniz Hernández
Cristóbal Déniz Hernández (Valsequillo de Gran Canaria, 15 de junio de 1969) es un sacerdote católico español, obispo titular de Aliezira y auxiliar de la diócesis de Canarias (provincia de Las Palmas).

## Biografía
Déniz Hernández nació el 15 de junio de 1969, en Valsequillo de Gran Canaria, España.

### Formación
Tras obtener el título de bachiller en Teología en el Instituto Teológico de Las Palmas, centro adscrito a la Universidad Pontificia de Comillas (1996) y la licenciatura en Teología Moral en la Academia Alfonsiana de la Pontificia Universidad Lateranense de Roma (1997), se doctoró en Teología Moral en la misma universidad (2006).

### Presbiterado
Fue ordenado presbítero el 22 de septiembre de 1996, desempeñando desde entonces diversos cargos en la diócesis de Canarias: párroco de Santa Rita de Telde (2006-2007); Nuestra Señora de las Nieves en El Palmar (2013-2015); San Nicolás de Bari y San Francisco de Sales (2015-2016); Santísimo Cristo Crucificado de Guanarteme (desde 2019). Director del Secretariado de Pastoral Juvenil (1998-2001); vicerrector del seminario diocesano (2001-2004; 2007-2008); director del Instituto Superior de Teología de las Islas Canarias (2013-2019); director delegado de la extensión de Canarias de la sección a distancia del Instituto Superior de Ciencias Religiosas de la Universidad Eclesiástica San Dámaso (2016-2020); vicario episcopal de Las Palmas de Gran Canaria (2014-2021); vicario general de la diócesis de Canarias (desde 2021), así como miembro del consejo presbiteral (desde 2006); del colegio de consultores (desde 2018); del consejo pastoral diocesano (desde 2021) y canónigo de la catedral de Canarias (2021).

### Obispo
El 16 de febrero de 2022 se hizo público el nombramiento de Cristóbal Déniz como obispo titular de Aliezira y auxiliar de Canarias. Su consagración episcopal se celebró el 26 de marzo de 2022 en la catedral de Santa Ana de Las Palmas de Gran Canaria.
En la Conferencia Episcopal Española es, desde abril de 2022, miembro de la Comisión Episcopal para las Comunicaciones sociales.